# 烏達爾尼克 (烏克蘭)
47°2′45″N 35°52′33″E / 47.04583°N 35.87583°E
烏達爾尼克（烏克蘭語：Ударник）是位於烏克蘭東南部的村莊，由扎波羅熱州波洛希區的莫洛昌斯克市鎮負責管轄。該村處於尤尚利河畔，距離赫魯希夫卡1.5公里，面積1.35平方公里，海拔高度54米，2001年人口467。